# Estopa X Anniversarivm
Estopa X Anniversarivm es el álbum que Estopa grabó con motivo de sus 10 años en el mundo de la música, lanzado el 17 de noviembre de 2009.

## Contenido
El álbum va acompañado de un cómic sobre ellos para conmemorar sus diez años sobre los escenarios. El cómic recibirá el nombre de Ultimate Estopa y llegará de la mano de la editorial Panini. Incluye además una bandera y un póster del primer concierto del grupo.
El primer CD cuenta con 13 colaboraciones especiales de artistas que cantan con Estopa sus canciones más significativas. El segundo CD cuenta con 11 remezclas y 1 inédita de sus canciones más significativas.
El álbum contiene dos DVD: El primero de los DVD contiene los 24 videoclips realizados por Estopa en estos diez años, incluyendo algunas grabaciones en directo. El segundo se abre con una Tv Movie que lleva por título regreso a la española, por Andreu Buenafuente, que repasa la carrera de Estopa a través de los amigos y compañeros de José y David.
El presentador habla con ellos sobre los inicios de Estopa e incluye un concierto acústico grabado en el bar «La Española» de Cornellá el 27 de septiembre de 2009. Este DVD contiene además la grabación de su primer gran concierto de 50 minutos grabado el 2 de diciembre de 2000 en el Palacio de los Deportes de Madrid, que solo se había publicado en formato VHS.

## Lista de canciones
| X Anniversarivm - CD 1 |                                                 |          |  |
| N.º                    | Título                                          | Duración |  |
| 1.                     | «El run run» (con Rosario)                      | 3:25     |  |
| 2.                     | «Fuente de energía» (con El Canto del Loco)     | 4:10     |  |
| 3.                     | «No quiero verla más» (con Macaco)              | 3:17     |  |
| 4.                     | «Tu calorro» (con Muchachito Bombo Infierno)    | 3:47     |  |
| 5.                     | «Ya no me acuerdo» (con Ana Belén)              | 2:49     |  |
| 6.                     | «Cacho a cacho» (con Rosendo)                   | 3:11     |  |
| 7.                     | «Era» (con Joan Manuel Serrat)                  | 3:18     |  |
| 8.                     | «Cuerpo triste» (con Ojos de Brujo)             | 3:31     |  |
| 9.                     | «Demonios» (con El Bicho)                       | 4:20     |  |
| 10.                    | «Como camarón» (con Joaquín Sabina)             | 3:22     |  |
| 11.                    | «Luna lunera» (con Chambao)                     | 4:04     |  |
| 12.                    | «El del medio de los Chichos» (con Los Chichos) | 3:47     |  |
| 13.                    | «Tan solo» (con Albert Pla)                     | 4:57     |  |

| X Anniversarivm - CD 2 |                                                                        |          |  |
| N.º                    | Título                                                                 | Duración |  |
| 1.                     | «Hemicraneal» (Remezcla de Carlos Jean)                                | 4:42     |  |
| 2.                     | «Cuando amanece» (Remezcla de Nigel Walker)                            | 3:26     |  |
| 3.                     | «Cuando cae la luna» (Remezcla de Fernando Montesinos)                 | 3:19     |  |
| 4.                     | «Me falta el aliento» (Remezcla de Fernando Illán y Miguel de la Vega) | 3:47     |  |
| 5.                     | «Vino tinto» (Remezcla de Bori Alarcón)                                | 3:14     |  |
| 6.                     | «La raja de tu falda» (Remezcla de Alejo Stivel)                       | 3:23     |  |
| 7.                     | «Exiliado en el lavabo» (Remezcla de Leiva (Pereza))                   | 3:42     |  |
| 8.                     | «Malabares» (Remezcla de Javier Limón)                                 | 3:45     |  |
| 9.                     | «Pastillas de freno» (Remezcla de Eugenio Muñoz y Luis Delgado)        | 4:39     |  |
| 10.                    | «Descatalogando» (Remezcla de Tino di Geraldo)                         | 4:21     |  |
| 11.                    | «Era» (Remezcla de Suso Saiz)                                          | 4:18     |  |

## Posicionamiento en listas
| Listas (2010)       | Mejor posición |
| ------------------- | -------------- |
| España (PROMUSICAE) | 1              |

## Certificaciones
| País   | Organismo certificador | Certificación | Ventas certificadas | Ref   |
| ------ | ---------------------- | ------------- | ------------------- | ----- |
| España | PROMUSICAE             | 2x Platino    | 80 000              | [ 3 ] |